# Municipio de Seneca (condado de Newton)
El municipio de Seneca (en inglés: Seneca Township) es un municipio ubicado en el condado de Newton en el estado estadounidense de Misuri. En el año 2010 tenía una población de 3474 habitantes y una densidad poblacional de 51,25 personas por km².

## Geografía
El municipio de Seneca se encuentra ubicado en las coordenadas 36°52′24″N 94°35′20″O / 36.87333, -94.58889. Según la Oficina del Censo de los Estados Unidos, el municipio tiene una superficie total de 67.78 km², de la cual 67.76 km² corresponden a tierra firme y (0.03%) 0.02 km² es agua.

## Demografía
Según el censo de 2010, había 3474 personas residiendo en el municipio de Seneca. La densidad de población era de 51,25 hab./km². De los 3474 habitantes, el municipio de Seneca estaba compuesto por el 85.78% blancos, el 0.37% eran afroamericanos, el 7.14% eran amerindios, el 0.58% eran asiáticos, el 0.17% eran isleños del Pacífico, el 0.37% eran de otras razas y el 5.58% pertenecían a dos o más razas. Del total de la población el 1.87% eran hispanos o latinos de cualquier raza.